# Coppa delle Coppe 1979-1980 (pallacanestro maschile)
La Coppa delle Coppe 1979-1980 di pallacanestro maschile venne vinta dalla Emerson Varese.

## Risultati

### Primo turno
| Squadra 1              | Totale    | Squadra 2           | Andata  | Ritorno |
| ---------------------- | --------- | ------------------- | ------- | ------- |
| Sporting CP            | 0 - 4     | Emerson Varese      | 0-2     | 0-2     |
| KFUM Uppsala           | 190 - 177 | SAV MoMo            | 93-67   | 97-110  |
| KR Reykjavík           | 158 - 192 | Caen                | 84-104  | 74-88   |
| Amicale Steesel        | 174 - 204 | Hapoel Ramat Gan    | 91-105  | 83-99   |
| MAFC                   | 178 - 206 | Zadar               | 104-109 | 74-97   |
| APOEL Nicosia          | 131 - 235 | CSKA Sofia          | 69-111  | 62-124  |
| Al-Ittihad Alessandria | 143 - 213 | Panathinaikos Atene | 68-104  | 75-109  |
| Steaua Bucarest        | 150 - 153 | Eczacıbaşı          | 71-67   | 79-86   |
| Doncaster Panthers     | 149 - 173 | Sunair Ostenda      | 67-73   | 82-100  |

### Ottavi di finale
| Squadra 1        | Totale    | Squadra 2           | Andata | Ritorno |
| ---------------- | --------- | ------------------- | ------ | ------- |
| Chatby KTP       | 159 - 229 | Emerson Varese      | 79-105 | 80-124  |
| KFUM Uppsala     | 158 - 168 | Caen                | 73-86  | 85-82   |
| Hapoel Ramat Gan | 170 - 171 | Zadar               | 80-75  | 90-96   |
| CSKA Sofia       | 181 - 193 | Panathinaikos Atene | 96-93  | 85-100  |
| Eczacıbaşı       | 165 - 157 | Sunair Ostenda      | 88-78  | 77-79   |

Gabetti Cantù, Parker Leiden e Barcellona qualificate automaticamente ai quarti.

### Quarti di finale

#### Gruppo A
|    | Squadra             | G | V | P | PF  | PS  | Dif | P.ti |
| -- | ------------------- | - | - | - | --- | --- | --- | ---- |
| 1. | Gabetti Cantù       | 6 | 5 | 1 | 641 | 568 | +73 | 11   |
| 2. | Parker Leiden       | 6 | 4 | 2 | 577 | 540 | +37 | 10   |
| 3. | Panathinaikos Atene | 6 | 2 | 4 | 545 | 574 | -29 | 8    |
| 4. | Caen                | 6 | 1 | 5 | 514 | 595 | -81 | 7    |

#### Gruppo B
|    | Squadra        | G | V | P | PF  | PS  | Dif  | P.ti |
| -- | -------------- | - | - | - | --- | --- | ---- | ---- |
| 1. | Emerson Varese | 6 | 5 | 1 | 571 | 456 | +115 | 11   |
| 2. | Barcellona     | 6 | 4 | 2 | 547 | 509 | +38  | 10   |
| 3. | Zadar          | 6 | 2 | 4 | 518 | 590 | -72  | 8    |
| 4. | Eczacıbaşı     | 6 | 1 | 5 | 470 | 551 | -81  | 7    |

|  | Qualificate alle semifinali |
|  | Eliminata                   |

### Semifinali
| Squadra 1     | Totale    | Squadra 2      | Andata | Ritorno |
| ------------- | --------- | -------------- | ------ | ------- |
| Parker Leiden | 174 - 184 | Emerson Varese | 87-89  | 87-95   |
| Barcellona    | 166 - 171 | Gabetti Cantù  | 92-93  | 74-78   |

### Finale
| Squadra 1      | Risultato | Squadra 2     |
| -------------- | --------- | ------------- |
| Emerson Varese | 90 - 88   | Gabetti Cantù |

| Coppa delle Coppe 1979-1980 |
| --------------------------- |
| Emerson Varese 2º titolo    |

## Formazione vincitrice

La formazione della Pallacanestro Varese 1979-80

| N° | Naz.                   | Ruolo | Sportivo          |  | Alt. |  |
| -- | ---------------------- | ----- | ----------------- |  | ---- |  |
| 4  | Italia (bandiera)      | P     | Antonio Campiglio |  |      |  |
| 5  | Italia (bandiera)      | P     | Fabio Colombo     |  |      |  |
| 6  | Italia (bandiera)      | A     | Maurizio Gualco   |  |      |  |
| 7  | Italia (bandiera)      | P     | Mauro Salvaneschi |  |      |  |
| 8  | Italia (bandiera)      | A     | Alberto Mottini   |  |      |  |
| 9  | Stati Uniti (bandiera) | A     | Bob Morse         |  |      |  |
| 10 | Italia (bandiera)      | P     | Aldo Ossola       |  |      |  |
| 11 | Italia (bandiera)      | C     | Dino Meneghin     |  |      |  |
| 12 | Italia (bandiera)      | A     | Riccardo Caneva   |  |      |  |
| 13 | Italia (bandiera)      | A     | Marco Bergonzoni  |  |      |  |
| 14 | Italia (bandiera)      | C     | Enzo Carraria     |  |      |  |
| 15 | Stati Uniti (bandiera) | AG    | Bruce Seals       |  |      |  |
|    | Italia (bandiera)      | All.  | Edoardo Rusconi   |  |      |  |